# Giacomo Ciolli

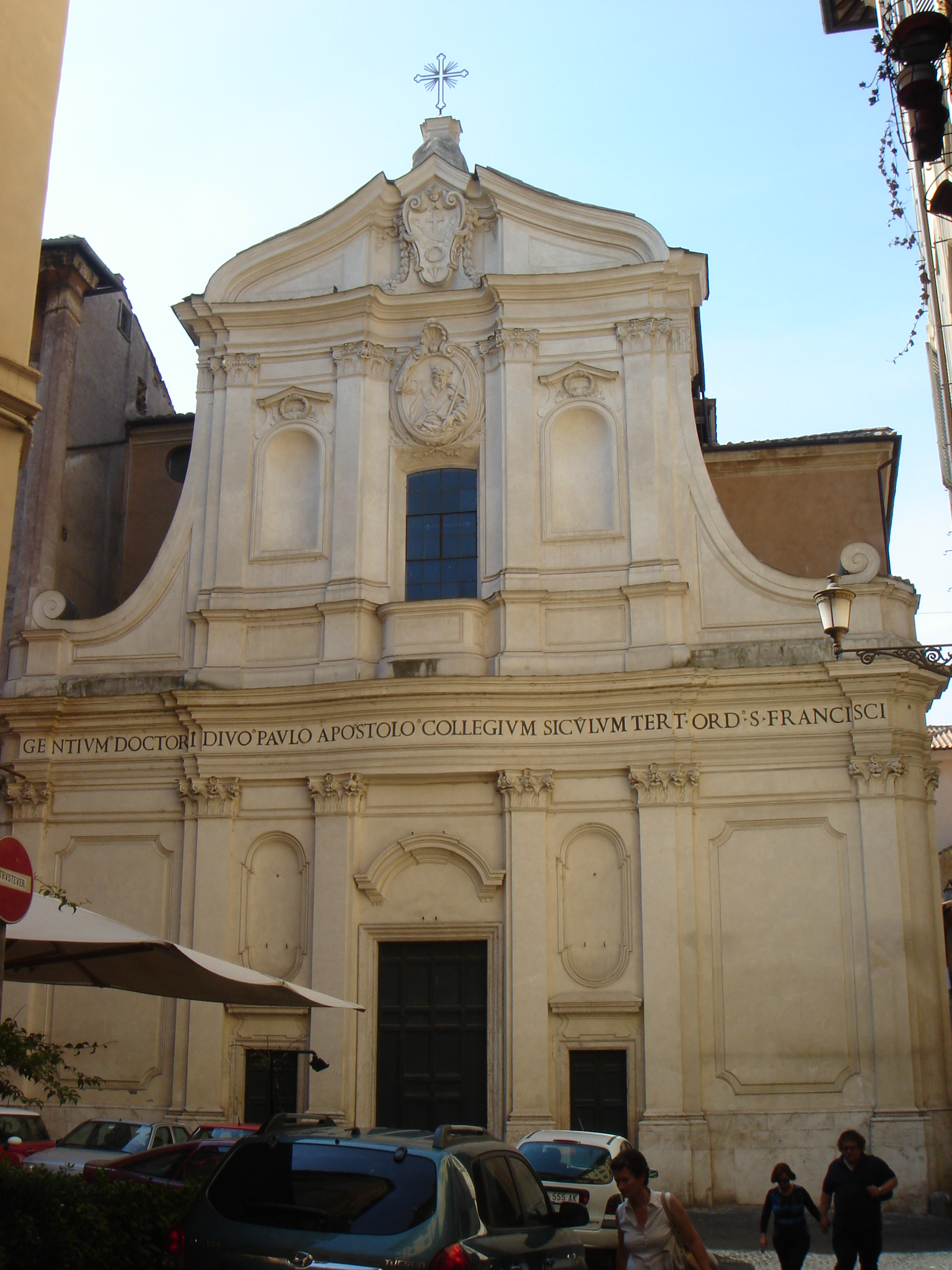
San Paolo alla Regola

Giacomo Ciolli, även Giacomo Cioli, född i Rom, död 20 februari 1734 i Rom, var en italiensk arkitekt, verksam i Rom från 1734. Han har bland annat ritat fasaden till kyrkan San Paolo alla Regola, vilken fullbordades av Giuseppe Sardi 1721.